# Trichomanes diversifrons
Trichomanes diversifrons là một loài thực vật có mạch trong họ Hymenophyllaceae. Loài này được (Bory) Mett. ex Sadeb. miêu tả khoa học đầu tiên năm 1899.